# Morti nel 1944/Agosto
| Questa pagina contiene informazioni ricavate automaticamente dalle voci biografiche con l'ausilio del template Bio e di un bot. L'aggiornamento è periodico e automatico e ricostruisce completamente la pagina. Se manca una persona in questa lista, sei pregato di non aggiungerla, ma accertati piuttosto che la sua voce biografica contenga il template Bio e che i dati anagrafici siano correttamente compilati. Se il template Bio manca, inseriscilo tu stesso o, in alternativa, metti l'avviso {{tmp\|Bio}} che ne segnala la mancanza. Se i dati riportati sono sbagliati, correggi direttamente la voce biografica; le modifiche saranno visibili in questa lista entro pochi giorni. Per chiarimenti vedi il progetto biografie. La lista contiene solo le 174 persone che sono citate nell'enciclopedia e per le quali è stato implementato correttamente il template Bio. Pagina aggiornata al 10 giu 2025. |

- 1º agosto - Eugen Mühlberger, sollevatore tedesco (n. 1902)
- 1º agosto - Manuel L. Quezon, politico filippino (n. 1878)
- 2 agosto - Helene Hannemann, infermiera tedesca
- 2 agosto - Charles Hardinge, I barone Hardinge di Penshurst, diplomatico britannico (n. 1858)
- 2 agosto - Krystyna Krahelska, poetessa e etnografa polacca (n. 1914)
- 3 agosto - Luigi Capriolo, partigiano italiano (n. 1902)
- 3 agosto - Ramon Fernandez, scrittore, giornalista e critico letterario francese (n. 1894)
- 3 agosto - Francisco Gómez-Jordana Sousa, militare e politico spagnolo (n. 1876)
- 3 agosto - Lauri Koskela, lottatore finlandese (n. 1907)
- 4 agosto - Krzysztof Kamil Baczyński, poeta polacco (n. 1921)
- 4 agosto - Ian Bazalgette, militare e aviatore canadese (n. 1918)
- 4 agosto - Georges Dillon-Kavanagh, schermidore francese (n. 1873)
- 4 agosto - Aldo Mei, presbitero italiano (n. 1912)
- 4 agosto - Vera Apollonovna Obolenskaja, partigiana russa (n. 1911)
- 5 agosto - Alvaro Bari, aviatore e partigiano italiano (n. 1917)
- 5 agosto - Michele Arcangelo De Palo, partigiano italiano (n. 1915)
- 5 agosto - Giorgio Gherlenda, militare e partigiano italiano (n. 1920)
- 5 agosto - Guglielmo Jervis, antifascista e ingegnere italiano (n. 1901)
- 5 agosto - Enji Kakimoto, aviatore e militare giapponese (n. 1920)
- 5 agosto - Jędrzej Moraczewski, politico polacco (n. 1870)
- 6 agosto - Alfonso Casati, militare italiano (n. 1918)
- 6 agosto - Raffaele Jaffe, dirigente sportivo italiano (n. 1877)
- 6 agosto - Moise Poggetto, antifascista e partigiano italiano (n. 1875)
- 7 agosto - Horst Ademeit, aviatore tedesco (n. 1912)
- 7 agosto - Vittorio Barbieri, partigiano italiano (n. 1915)
- 7 agosto - Agustín Barrios, chitarrista e compositore paraguaiano (n. 1885)
- 7 agosto - László Molnár, militare e aviatore ungherese (n. 1921)
- 7 agosto - Maurycy Trybulski, allevatore polacco (n. 1883)
- 7 agosto - Şehzade Ahmed Nuri, principe ottomano (n. 1878)
- 8 agosto - Aino Ackté, soprano finlandese (n. 1876)
- 8 agosto - Aligi Barducci, militare e partigiano italiano (n. 1913)
- 8 agosto - Robert Bernardis, militare austriaco (n. 1908)
- 8 agosto - Albrecht von Hagen, giurista tedesco (n. 1904)
- 8 agosto - Paul von Hase, generale tedesco (n. 1885)
- 8 agosto - Erich Hoepner, generale tedesco (n. 1886)
- 8 agosto - Juliusz Kaden-Bandrowski, scrittore polacco (n. 1885)
- 8 agosto - Ada Michlstaedter Marchesini, italiana (n. 1890)
- 8 agosto - Hellmuth Stieff, generale tedesco (n. 1901)
- 8 agosto - Michael Wittmann, militare tedesco (n. 1914)
- 8 agosto - Erwin von Witzleben, generale tedesco (n. 1881)
- 8 agosto - Peter Yorck von Wartenburg, giurista tedesco (n. 1904)
- 9 agosto - Bart Adams, golfista statunitense (n. 1866)
- 9 agosto - Alberts Kviesis, politico lettone (n. 1881)
- 9 agosto - Ernst Lossa, tedesco (n. 1929)
- 9 agosto - Mario Novaro, poeta, filosofo e imprenditore italiano (n. 1868)
- 9 agosto - Felix Nussbaum, pittore tedesco (n. 1904)
- 9 agosto - Andrea Luigi Paglieri, militare e partigiano italiano (n. 1918)
- 9 agosto - Giannantonio Prinetti Castelletti, militare e partigiano italiano (n. 1921)
- 9 agosto - Thomas Schmit, calciatore lussemburghese (n. 1894)
- 9 agosto - Levi Yitzchak Schneerson, rabbino, mistico e educatore bielorusso (n. 1878)
- 10 agosto - Giulio Casiraghi, partigiano italiano (n. 1899)
- 10 agosto - Giacomo Ferretti, dirigente d'azienda e politico italiano (n. 1862)
- 10 agosto - Vittorio Gasparini, partigiano italiano (n. 1913)
- 10 agosto - Anton Hegarty, mezzofondista britannico (n. 1892)
- 10 agosto - Salvatore Principato, antifascista italiano (n. 1892)
- 10 agosto - Fritz-Dietlof Graf von der Schulenburg, ufficiale e funzionario tedesco (n. 1902)
- 11 agosto - Carlo Castellani, calciatore italiano (n. 1909)
- 11 agosto - Pietro Chesi, ciclista su strada italiano (n. 1902)
- 11 agosto - Francesco Federico Falco, medico italiano (n. 1866)
- 11 agosto - Livia Gereschi, insegnante italiana (n. 1910)
- 11 agosto - Hideyoshi Obata, generale giapponese (n. 1890)
- 11 agosto - Giuseppe Signore, vescovo cattolico italiano (n. 1872)
- 12 agosto - Miguel Asín Palacios, storico, arabista e religioso spagnolo (n. 1871)
- 12 agosto - Giovanni Battista Berghinz, ufficiale e partigiano italiano (n. 1918)
- 12 agosto - Genny Bibolotti Marsili, italiana (n. 1914)
- 12 agosto - Luc Dietrich, scrittore, poeta e fotografo francese (n. 1913)
- 12 agosto - Joseph Patrick Kennedy Jr., aviatore statunitense (n. 1915)
- 12 agosto - Alberto La Rocca, carabiniere italiano (n. 1924)
- 12 agosto - Vittorio Marandola, carabiniere italiano (n. 1922)
- 12 agosto - Adolfo Naldi, generale italiano (n. 1886)
- 12 agosto - Jacques Pellegrin, zoologo francese (n. 1873)
- 12 agosto - Fulvio Sbarretti, carabiniere italiano (n. 1922)
- 12 agosto - Suzanne Spaak, partigiana belga (n. 1905)
- 12 agosto - Emanuele Toso, presbitero e partigiano italiano (n. 1890)
- 12 agosto - Bruno Viola, militare e partigiano italiano (n. 1924)
- 13 agosto - Hans Hermann Junge, militare tedesco (n. 1914)
- 13 agosto - Ethel Lina White, scrittrice gallese (n. 1876)
- 14 agosto - Irma Bandiera, partigiana italiana (n. 1915)
- 14 agosto - Joseph Ermend Bonnal, organista e compositore francese (n. 1880)
- 14 agosto - William Dove, golfista britannico (n. 1872)
- 14 agosto - Bartolomeo Fronteddu, militare italiano (n. 1890)
- 14 agosto - Antonio Schivardi, militare e partigiano italiano (n. 1910)
- 15 agosto - Wolf-Heinrich von Helldorf, generale e poliziotto tedesco (n. 1896)
- 15 agosto - Ștefania Mărăcineanu, fisica rumena (n. 1882)
- 16 agosto - Mario Capelli, partigiano italiano (n. 1921)
- 16 agosto - Tadeusz Gajcy, poeta polacco (n. 1922)
- 16 agosto - Gontran Hamel, botanico francese (n. 1883)
- 16 agosto - Luigi Nicolò, partigiano italiano (n. 1922)
- 16 agosto - Adelio Pagliarani, partigiano italiano (n. 1925)
- 16 agosto - Osvaldo Sebastiani, politico italiano (n. 1888)
- 17 agosto - Flavio Busonera, partigiano italiano (n. 1894)
- 17 agosto - Felice Cordero di Pamparato, nobile, militare e partigiano italiano (n. 1919)
- 17 agosto - Robert Frazer, attore cinematografico statunitense (n. 1891)
- 17 agosto - Clemente Lampioni, partigiano italiano (n. 1904)
- 17 agosto - Luigi Pierobon, partigiano e antifascista italiano (n. 1922)
- 17 agosto - Francisco Ponzán Vidal, anarchico spagnolo (n. 1911)
- 17 agosto - Cataldo Presicci, ufficiale e antifascista italiano (n. 1905)
- 17 agosto - Paul Wormser, schermidore francese (n. 1905)
- 18 agosto - Adriano Casadei, partigiano italiano (n. 1922)
- 18 agosto - Silvio Corbari, partigiano italiano (n. 1923)
- 18 agosto - Eugeniusz Horbaczewski, militare e aviatore polacco (n. 1917)
- 18 agosto - Mitsuyoshi Tarui, aviatore e militare giapponese (n. 1915)
- 18 agosto - Ernst Thälmann, politico e rivoluzionario tedesco (n. 1886)
- 18 agosto - Iris Versari, partigiana italiana (n. 1922)
- 18 agosto - Andrzej Łukoski, militare polacco (n. 1923)
- 19 agosto - Günther von Kluge, generale tedesco (n. 1882)
- 19 agosto - Ines Negri, partigiana italiana (n. 1916)
- 19 agosto - Jerzy Rossudowski, cestista polacco (n. 1914)
- 19 agosto - Tonino Spazzoli, antifascista e partigiano italiano (n. 1899)
- 19 agosto - Henry Wood, direttore d'orchestra inglese (n. 1869)
- 19 agosto - Juan Zanelli, pilota automobilistico cileno (n. 1906)
- 20 agosto - Josef Armberger, militare tedesco (n. 1920)
- 20 agosto - Giuseppe Gronchi, scultore italiano (n. 1882)
- 20 agosto - Mario Jacchia, avvocato, militare e partigiano italiano (n. 1896)
- 20 agosto - Josip Miličić, scrittore, poeta e pittore serbo (n. 1886)
- 21 agosto - Émilien Devic, calciatore francese (n. 1888)
- 21 agosto - Ernst Künz, calciatore austriaco (n. 1912)
- 21 agosto - Maria Assunta Lorenzoni, partigiana italiana (n. 1918)
- 21 agosto - Robert Uhrig, antifascista tedesco (n. 1903)
- 22 agosto - Umberto Bagnasco, calciatore italiano (n. 1892)
- 22 agosto - Giovanni Lorenzoni, economista e sociologo italiano (n. 1873)
- 22 agosto - Luigi Maglione, diplomatico italiano (n. 1877)
- 23 agosto - Abdülmecid II, sovrano turco (n. 1868)
- 23 agosto - Francesco Dachtera, presbitero polacco (n. 1910)
- 23 agosto - Lorenzo Fava, ufficiale e partigiano italiano (n. 1919)
- 23 agosto - Wilhelm Holec, calciatore austriaco (n. 1914)
- 23 agosto - Henryk Sławik, politico polacco (n. 1894)
- 24 agosto - Grégoire Berg, calciatore francese (n. 1896)
- 24 agosto - Carlo Emanuele Buscaglia, aviatore italiano (n. 1915)
- 24 agosto - Johannes Jakobs, calciatore tedesco (n. 1917)
- 24 agosto - Cora Slocomb, educatrice e filantropa statunitense (n. 1862)
- 25 agosto - Vera Luk'janovna Belik, militare sovietica (n. 1921)
- 25 agosto - Musa Cälil, scrittore, poeta e partigiano sovietico (n. 1906)
- 25 agosto - Charlotte Eisenblätter, antifascista tedesca (n. 1903)
- 25 agosto - Antonio Ferrari, partigiano italiano (n. 1925)
- 25 agosto - Tat'jana Petrovna Makarova, militare sovietica (n. 1920)
- 25 agosto - Teresio Martinoli, aviatore italiano (n. 1917)
- 25 agosto - Jean Louis Négadelle, ammiraglio francese (n. 1893)
- 25 agosto - Giuliano Ricci Lotteringi del Riccio, militare e politico italiano (n. 1861)
- 25 agosto - Umberto Ricci, partigiano italiano (n. 1923)
- 25 agosto - Adelmo Santini, partigiano italiano (n. 1927)
- 25 agosto - Natalina Vacchi, partigiana italiana (n. 1914)
- 26 agosto - Vinicio Cortese, partigiano e militare italiano (n. 1921)
- 26 agosto - Hans Georg Klamroth, mercante tedesco (n. 1898)
- 26 agosto - Hans Leesment, generale estone (n. 1873)
- 26 agosto - Ludwig Freiherr von Loenrod, ufficiale tedesco (n. 1906)
- 26 agosto - Julie Wohryzek, boema (n. 1891)
- 26 agosto - Adam von Trott zu Solz, avvocato e diplomatico tedesco (n. 1909)
- 27 agosto - Manuel Castro González, allenatore di calcio spagnolo (n. 1885)
- 27 agosto - Carlo Fecia di Cossato, militare italiano (n. 1908)
- 27 agosto - Silvio Solimano, partigiano italiano (n. 1925)
- 28 agosto - Albino Abico, partigiano italiano (n. 1919)
- 28 agosto - Teresa Bracco, italiana (n. 1924)
- 28 agosto - Aldo Centolani, partigiano italiano (n. 1922)
- 28 agosto - Giovanni Duca, militare e partigiano italiano (n. 1896)
- 28 agosto - Bronislav Kaminskij, generale russo (n. 1899)
- 28 agosto - Renato Martorelli, partigiano italiano (n. 1895)
- 28 agosto - Alfonso Maria dello Spirito Santo, presbitero polacco (n. 1891)
- 28 agosto - István Mészáros, calciatore e allenatore di calcio ungherese (n. 1899)
- 28 agosto - Charles Platon, ammiraglio e politico francese (n. 1886)
- 28 agosto - Tito Poggi, agronomo e politico italiano (n. 1857)
- 28 agosto - Ettore Bernardo Rosboch, politico, economista e banchiere italiano (n. 1893)
- 28 agosto - Mafalda di Savoia, principessa italiana (n. 1902)
- 29 agosto - Virginio Arzani, militare e partigiano italiano (n. 1922)
- 29 agosto - Georg von Boeselager, militare tedesco (n. 1915)
- 29 agosto - Gastone Franchetti, antifascista e partigiano italiano (n. 1920)
- 29 agosto - Libero Raglianti, presbitero, antifascista e partigiano italiano (n. 1914)
- 30 agosto - Vittorio Malpassuti, scrittore, poeta e giornalista italiano (n. 1899)
- 30 agosto - Georges Montandon, antropologo svizzero (n. 1879)
- 30 agosto - Georg Sattler, militare e aviatore tedesco (n. 1917)
- 30 agosto - Carl-Heinrich von Stülpnagel, generale tedesco (n. 1886)
- 31 agosto - Pierino Beretta, partigiano italiano (n. 1921)
- 31 agosto - Leopoldo Fagnani, partigiano italiano (n. 1922)
- 31 agosto - Chaim Rumkowski, imprenditore polacco (n. 1877)